# Oungo
L'Oungo (en russe : Унго) est une rivière de Russie qui coule dans le Kraï de Transbaïkalie en Sibérie orientale. C'est un affluent du Khilok en rive gauche, donc un sous-affluent de l'Ienisseï par le Khilok, la Selenga, le lac Baïkal, puis l'Angara.

## Géographie
Le bassin versant de l'Oungo a une superficie de 2 290 km2 (surface un peu plus vaste que celle du département français des Yvelines, ou encore, un peu inférieure à celle du Grand-Duché de Luxembourg).
Son débit moyen à l'embouchure est de 11,1 m3/s. 
L'Oungo prend sa source dans le Kraï de Transbaïkalie, au sein des monts Iablonovy. La rivière est un abondant torrent de montagne. Au sein de celles-ci, le cours de la rivière est globalement orienté de l'est vers l'ouest.
Il se jette dans le Khilok en rive gauche, une douzaine de kilomètres en amont de la localité de Maleta.
L'Oungo est habituellement pris dans les glaces depuis la deuxième quinzaine d'octobre ou la première quinzaine de novembre, jusqu'à la fin du mois d'avril ou au début du mois de mai.

## Hydrométrie - Les débits mensuels à Oust-Oungo
L'Oungo est un cours d'eau très irrégulier. Son débit a été observé pendant 48 ans (entre 1949 et 1997) à Oust-Oungo, localité située à 8 kilomètres du confluent avec le Khilok. 
Le débit inter annuel moyen ou module observé à Oust-Oungo durant cette période était de 11,1 m3/s pour une surface étudiée de 2 290 km2, soit la quasi-totalité du bassin versant de la rivière.
La lame d'eau écoulée dans ce bassin versant se monte ainsi à 153 millimètres par an, ce qui peut être considéré comme modéré. 
L'Oungo est un cours d'eau de régime nivo-pluvial qui présente deux saisons. 
Les hautes eaux se déroulent du printemps au début de l'automne, du mois de mai au mois de septembre, et présentent un double sommet : le premier en mai, nettement le plus important, correspond au dégel et à la fonte des neiges ; le second sommet, apparait en juillet-août ; il traduit les précipitations de la mousson d'été. Celles-ci sont abondantes sur les hauts sommets du bassin. Au mois d'octobre puis de novembre, le débit de la rivière baisse rapidement, ce qui initie la période des basses eaux. Celle-ci a lieu de novembre à la mi-avril et correspond à l'hiver et aux puissantes gelées qui s'étendent sur toute la région. La rivière connaît alors des étiages sévères avec des débits très faibles voire minimes. 
Le débit moyen mensuel observé en mars (minimum d'étiage) est de 0,35 m3/s, soit à peine 1 % du débit moyen du mois de mai (28,8 m3/s), ce qui témoigne de l'amplitude extrême des variations saisonnières. Sur la durée d'observation de 48 ans, le débit mensuel minimal a été de 0,00 m3/s à plusieurs reprises en hiver, tandis que le débit mensuel maximal s'élevait à 84,4 m3/s en août 1990.
En ce qui concerne la période libre de glaces (de mai à septembre inclus), le débit minimal observé a été de 3,40 m3/s en septembre 1958 - année de grande sécheresse dans la région.